# Efficient Consumer-Response
Der Begriff Efficient Consumer-Response (auch ECR-Konzept oder Effiziente Konsumentenresonanz) bezeichnet eine Initiative zur Zusammenarbeit zwischen Herstellern und Händlern, die auf Kostenreduktion und bessere Befriedigung von Konsumentenbedürfnissen abzielt. Dabei wird die Wertschöpfungskette, von der Produktion bis hin zur Kaufentscheidung der Verbraucher, auf Optimierungspotenziale untersucht. Ziel ist die Verknüpfung logistikseitiger Rationalisierungspotenziale mit Marktwachstumspotenzialen auf Seiten des Marketings. Durch die Kooperation zwischen Industrie und Handel können Potenziale aufgedeckt bzw. realisiert werden, die durch eine isolierte interne Betrachtung nicht möglich wären.

## Gründe für ECR
Die Bedeutung von Efficient Consumer-Response für die Aufdeckung von Rationalisierungs- und Marktwachstumspotentialen zeigt sich an den einschneidenden Entwicklungen im (europäischen) Konsumgütermarkt, die sich seit Beginn der 1990er Jahre vollziehen. Zu diesen zählt die Sättigung der Märkte, welche einen Rückgang des Marktvolumens bewirkt. Seither wird Wettbewerb zunehmend vor allem auf der Ebene des Preises ausgetragen. Die Folge sind Preiskämpfe, die massive Rationalisierungsmaßnahmen im Logistik- und Personalwesen erforderlich machen. Auch die gesteigerten Ansprüche der Verbraucher kennzeichnen diese Entwicklung.

## Beschreibung des ECR-Konzepts
Efficient Consumer-Response kann nicht als eine völlig neue Idee angesehen werden. Vielmehr werden bereits seit vielen Jahren bestimmte Techniken dieses Konzepts, wie Kooperationen zwischen Industrie und Handel oder die Gestaltung von effizienten Distributionssystemen, angewandt. Das ECR-Konzept enthält jedoch drei wesentliche Neuerungen:
- Standardisierung: Bisherige versorgungskettenübergreifende Rationalisierungsmöglichkeiten wurden vor allem durch uneinheitliche Verpackungen bzw. Verpackungsträger (z. B. Paletten), unterschiedliche Software und Unterschiede in der Warenauszeichnung erschwert. Die Schaffung von Standards durch das ECR-Konzept ermöglicht nun eine rasche Kooperation, welche den Grundstein für Rationalisierungsmaßnahmen bilden.
- Rationalisierung und Marktwachstum: Das ECR-Konzept stellt im Gegensatz zu bisherigen Kooperationen eine Verbindung zwischen Rationalisierungsmaßnahmen und Maßnahmen zur Realisierung von Marktwachstumspotentialen her.
- Multilateralität: Bisherige Kooperationen beschränkten sich auf die bilaterale Ebene, während das Efficient Consumer Response auf einer multilateralen Kooperationsidee basiert.

## Schaffung einheitlicher Standards
Wie bereits erwähnt, zielt Efficient Consumer-Response auf die Optimierung der gesamten Versorgungskette ab. Hierfür ist es zunächst erforderlich, einheitliche Standards zu schaffen. Diese betreffen folgende Bereiche:
- Efficient Unit Loads (EUL, „Effiziente Warenbündelung“): Hierbei geht es um die einheitliche Gestaltung von Transportverpackungen und Verpackungsträgern.
- Electronic Product Code (EPC, „Elektronischer Produktcode“): Er dient der halbautomatischen Identifikation von Produkten, meist in Produktverpackungen.
- European Article Number (EAN, „Europäische Artikelnummer“): Sie dient der optischen Identifikation von Produkten, in Produktverpackungen wie für das einzelne Produkt.
- Electronic Data Interchange (EDI, „Elektronischer Datenaustausch“): Papierloser und elektronischer Austausch von Daten wie Bestellungen, Rechnungen oder Lieferscheine zwischen Betrieben.

## Bausteine des ECR-Konzepts
Auf Basis dieser Standards können die Prozesse der Versorgungskette effizienter durchgeführt werden. In Bezug auf diese Prozesse kann zwischen:
- logistikgeprägten bzw. angebotsseitigen Prozessen, welche im sogenannten Efficient Replenishment und
- marketinggeprägten bzw. nachfragerseitigen Prozessen, welche im Warengruppenmanagement zusammengefasst sind,

unterschieden werden. Sowohl das Efficient Replenishment als auch das Category Management sollen nun näher erläutert werden:
- Efficient Replenishment (dt. „Effiziente Warenversorgung“): Ziel ist es, ein effizientes Distributionssystem aufzubauen, d. h. den Warennachschub effizient zu gestalten. Dabei wird die Produktion anhand der Nachfrage der Kunden am Verkaufsstandort gesteuert. Der Kunde soll am richtigen Ort zur richtigen Zeit mit dem richtigen Produkt in der richtigen Menge und Qualität versorgt werden. Durch den elektronischen Datenaustausch wird versucht den Informationsfluss so effizient wie möglich zu gestalten.

Die Optimierung der Lieferkette durch Efficient Replenishment ermöglicht weiter eine schnellere Reaktion auf Veränderungen des Marktes sowie bessere Auslastung der Transportressourcen.
Eine Sonderform der „Effizienten Warenversorgung“ stellt das Continuous Replenishment dar. Dabei wird der Hersteller in die Planung der Aufträge und der Lieferungen integriert, indem er laufend aktuelle Informationen wie Lagerbestands- und Abverkaufsdaten vom Händler erhält. Dadurch können kostenintensive Lagerbestände und Lieferkosten reduziert sowie die Warenverfügbarkeit verbessert werden.
Eine weitere Form des Efficient Replenishment ist das Cross docking. Darunter versteht man einen Prozess innerhalb einer logistischen Kette, durch den der Prozess des Einlagerns bzw. Zwischenlager entfällt. Dies wird durch zeitliche und mengenmäßige Koordination zwischen Anlieferung an einen Cross-Docking-Punkt (zum Beispiel das Zentrallager eines Händlers) und Auslieferung an den Empfänger möglich.
- Category Management (CM, dt. „Warengruppenmanagement“): Category Management ist die nachfragerseitige Dimension des Efficient Consumer Response. Es wird gemeinsam von Industrie und Handel betrieben, um ein für den Kunden bedürfnisgerechtes Angebot zu gestalten. Ziel von Category Management ist es, einerseits den Nutzen für den Kunden zu erhöhen und andererseits das (eigene) Ergebnis zu optimieren. Dies erfolgt durch die Steuerung von Warengruppen. Eine Weiterentwicklung des Category Management wird im Augenblick – ausgehend von Autoren an der Harvard Business School (Kracklauer/Mills/Seifert) – unter dem Stichwort Collaborative CRM diskutiert. Collaborative CRM eröffnet neue Wege für Industrie und Handel, gemeinsam entlang der Wertschöpfungskette Kundengewinnung, Kundenbindung und Kundenentwicklung zu betreiben. Dies beruht auch auf der Erkenntnis, dass Händler v. a. Daten über den Shopper besitzen, während die Industrie über den Kunden als Verwender der Produkte bessere Daten besitzt.

Im Folgenden sollen neben dem Category Management nun weitere nachfrageseitige Basisstrategien bzw. Bausteine erläutert werden.
- Efficient Product Introduction (EPI, dt. „Effiziente Produkteinführung“): Damit soll durch Kooperationen zwischen Händlern und Herstellern die Erfolgsrate von (Neu-)Produkteinführungen gehoben werden, bzw. die „Flop-Rate“ gesenkt werden. Die Zusammenarbeit vollzieht sich sowohl in den Bereichen der Produktentwicklung als auch der Produkteinführung.
- Efficient Store Assortment (ESA, dt. „Effiziente Sortimentsgestaltung auf Filialebene“): Dabei wird versucht durch Bestands- und Regaloptimierung eine höhere Produktivität der Verkaufsfläche sowie eine höhere Umschlagshäufigkeit der Waren zu erreichen.
- Efficient Promotion (EP, dt. „Effiziente Absatzförderung“):  Dabei sollen Aktivitäten der Verkaufsförderung zwischen Hersteller und Händler aufeinander abgestimmt werden. Ziel ist es, die Kosten für absatzfördernde Maßnahmen zu reduzieren.

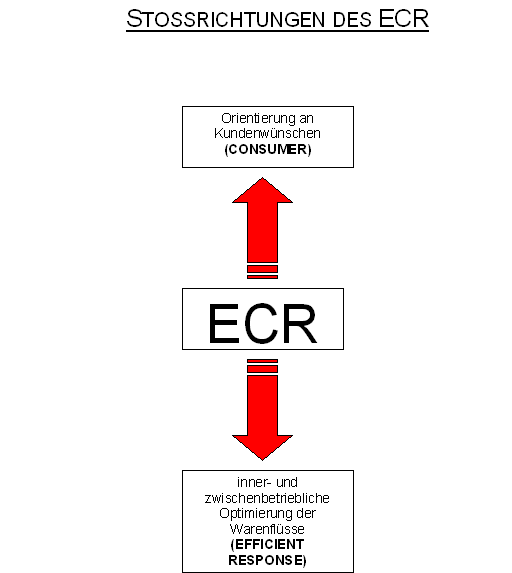
Systematik ECR

ECR-Konzept

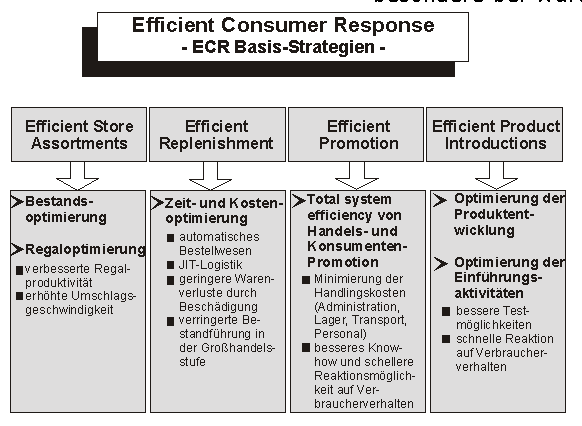
ECR-Bestandteile

## Vorteile
- Lieferzeitenverkürzung sowie höhere Sicherheit der Versorgung, da Prognosen durch das ECR einfacher und genauer werden.
- Reduktion der Kosten für Transport und Verpackung, da Waren effizienter zusammengestellt werden können.
- Senkung der Rate fälschlicher Lieferungen und damit der Fehlerfolgekosten.
- Verbesserter Informationsfluss innerhalb der Logistikkette reduziert die Auswirkungen des Peitscheneffekts (bullwhip effect).
- Verkaufsfördernde Maßnahmen können besser geplant werden.
- Kundenzufriedenheit.
- Für Konsumenten: höhere Verfügbarkeit der Produkte, besseres Preis-Leistungs-Verhältnis und Frische der Waren.

## Nachteile
- Soft- und Hardwaresysteme zur Etablierung des ECR bewirkten hohe notwendige Investitionen
- Großer Abstimmungsaufwand
- Offenlegung von Informationen, wie zum Beispiel Scanningdaten
- Gefahr des Missbrauchs von Daten
- Kooperationsbereitschaft und Qualifikation aller Beteiligten erforderlich
- Machtverschiebung zwischen Handel und Industrie

## Praxisbeispiele
- Kooperation zwischen ADEG Österreich Handelsaktiengesellschaft und Unilever Austria GmbH Ice Cream & Frozen Food: Diese Unternehmen konnten durch eine unternehmensübergreifende Prozessoptimierung mit besonderer Berücksichtigung der Verbraucherbedürfnisse eine starke Senkung von Regallücken (von 9,1 auf unter 4 %) erreichen. Regallücken entstehen durch das Fehlen von Artikeln im Regal. Geringere Umsätze sowie negative Auswirkungen auf den Wettbewerb des Händlers und des Herstellers können die Folge sein.
- Spar, Österreichische Warenhandels-AG: Dieses Unternehmen konnte durch ECR seinen Ertrag wesentlich verbessern. Dies wurde durch Bestandssenkungen sowie die Erhöhung des Mindesthaltbarkeitsdatums von Artikeln im Regal erreicht. Durch die Senkung der Bestände konnten die Kosten der Lagerung reduziert werden. Diese Kosteneinsparung wird an den Verbraucher in Form von niedrigeren Verkaufspreisen weitergegeben. Durch die Erhöhung der Mindesthaltbarkeit profitiert der Kunde vor allem von der Frische der Produkte.
- Weitere Unternehmen, die das ECR-Konzept erfolgreich anwenden sind: Henkel Wasch- und Reinigungsmittel GmbH, Nestlé Erzeugnisse GmbH, Ikea, u. v. m.